# Aleksandr Grossheim
Aleksandr Alfonsovich Grossheim (Александр Альфонсович Гроссгейм) (Lihovka, Ekaterinoslav, Império Russo, 
6 de Março de 1888 — Leninegrado, URSS, 4 de Dezembro de 1948), por vezes com o nome transliterado Aleksandr Alfonsovich Grosgeim, foi um botânico e académico da Academia das Ciências da União Soviética, laureado com o Prémio Estaline (2.º grau) de 1948.

## Biografia
Alexander Alfonsovich Grossheim (ou Grossgeim) nasceu em Lichovka (também conhecido como Lykhivka no Oblast de Dnipropetrovsk). Ele era um especialista na flora do Cáucaso.
Depois de se formar na Universidade de Moscou com doutorado em 1912, ele se tornou o diretor do Instituto de Botânica do Azerbaijão.
Em 1919, ele descreveu Fritillaria grandiflora, que mais tarde foi reclassificada como uma subespécie de Fritillaria kotschyena e Fritiallaria tatianae.
A partir de 1929 mudou-se para o Jardim Botânico de Tiflis (Tbilisi), na Geórgia. Ele ainda realizou expedições de coleta de plantas no Cáucaso.
Entre 1928 e 1934, ele registrou até 5767 espécies de plantas (das 6200 espécies registradas) em seus volumes de Flora Kavaza (Flora do Cáucaso, 1928-1934). Em 1939, ele iniciou um segundo volume com mapas anotados.
Em 1946, Grossheim foi nomeado curador do Herbário do Cáucaso no Instituto Botânico Komarov em Leningrado (São Petersburgo), e também diretor do Departamento de Sistemática e Morfologia Vegetal da Universidade de São Petersburgo. Quando ele morreu em 1948, ele ainda estava trabalhando na segunda edição de sua Flora Kavkaza, que foi continuada por seu colega Andrej Fedorov.
Losina-Losinskaya nomeou Fritillaria grossheimiana em sua homenagem, mas agora se acredita que seja um sinônimo de Fritillaria crassifolia subsp. kurdica.

O gênero Grossheimia Sosn. & Takht. (sinônimo Centaurea) foi nomeado em sua homenagem. Grossheimiana também foi usada como nome para um subgênero de gramíneas.